# Böse Fasnacht
Als Böse Fasnacht wird der Aufruhr in Basel am 26. Februar 1376 zur Zeit der Fasnacht bezeichnet. Für die Tötung einiger Gefolgsleute des Herzogs Leopold III. bekam die Stadt harte Sanktionen auferlegt und stand rund ein Jahrzehnt unter habsburgischer Hegemonie.

## Vorgeschichte
Vorgeschichte und Hintergrund des Aufruhrs waren einerseits der schon im 13. Jahrhundert begonnene Konflikt zwischen dem Bischof von Basel und dem Haus Habsburg über den Besitz der damals noch rechtlich getrennten Städte Gross- und Kleinbasel; dieser spaltete die ritterliche Führungsschicht der Stadt in die «Sterner» (für Habsburg) und «Psitticher» (für den Bischof), erfasste mit der Zeit aber die gesamte Bevölkerung (→ Psitticher und Sterner). Anderseits bildete sich als dritte Partei seit Beginn des 14. Jahrhunderts eine Bewegung aus Teilen des Adels und der Bürgerschaft, die sowohl die habsburgische als auch bischöfliche Hoheit ablehnte und die Reichsunmittelbarkeit anstrebte.
Zwar verlagerten sich im auslaufenden 14. Jahrhundert die territorialen Ambitionen der Habsburger in den österreichisch-tirolischen Raum, doch blieb ein Interesse an Basel mit Blick auf die Arrondierung des elsässisch-süddeutschen Besitzes bestehen. So kaufte Herzog Leopold III. 1375 Kleinbasel als Pfand vom Basler Bischof, der es ihm aus Geldnot anbot. Im Januar 1376 empfing Leopold vom Kaiser zusätzlich die Reichsvogtei (Blutgerichtsbarkeit) über Basel und gelangte so zu wichtigen Herrschaftsrechten in der Stadt, geriet aber auch auf Konfrontationskurs mit der Bürgerschaft. Diese hatte schon konkrete Schritte zur Eigenständigkeit unternommen, als ihr vom Bischof 1372/73 das Markt- und Zollrecht sowie das Münzregal Grossbasels verpfändet worden waren.

## Vorgänge

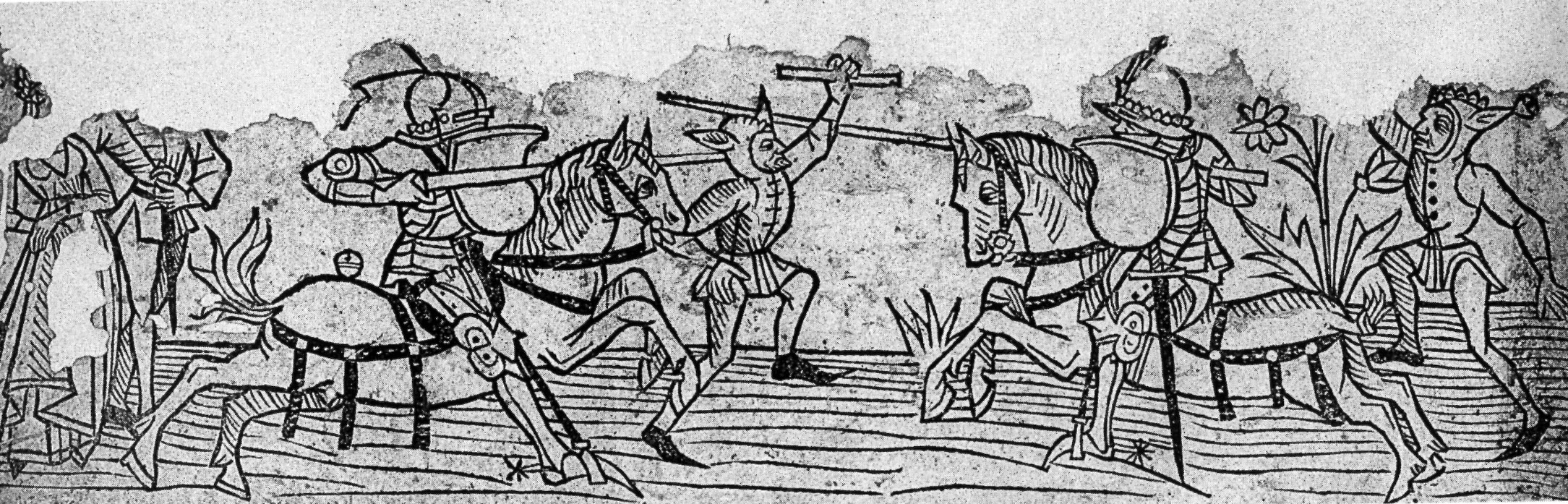
Turnierszene in einem Basler Kalenderblatt, um 1480

Am 26. Februar 1376 hielt Leopold mit zahlreichem Anhang ein Turnier beim Grossbasler Münster ab, da sich in Kleinbasel kein geeigneter Platz für diese traditionelle fasnächtliche Veranstaltung gefunden hatte. Das Turnier erschien aber auch als Herausforderung und Machtdemonstration, und als Waffen und Pferde in die Zuschauerreihen gerieten, kam es zu Tumulten. Eine angestachelte Menge griff die Habsburger Gesellschaft auf dem Münsterplatz und in den Adelsstuben an und erschlug einige Edelleute und Knechte. Der Herzog musste in einem Kahn nach Kleinbasel fliehen, ein halbes Hundert Domherren, Grafen, Edel- und Dienstleute und Bürger von ausserhalb wurden durch den Basler Rat kurzfristig in Haft genommen, später jedoch gegen Racheverzichtsurkunden (Urfehden) wieder freigelassen. Friedrich II. von Erdingen, der Bischof von Chur und Kanzler des Herzogs, wurde gehalten, zu seiner Sicherheit im Haus des Offizials zu bleiben «und nicht unter das Volk zu gehen bis die Sache gestillt sei».
Die genauen Vorgänge sind nicht rekonstruierbar. Die These, dass eine Auseinandersetzung zwischen Zünften und Adel stattfand, ist aber zweifelhaft, da viele Zunftgewerbe von der ritterlichen Kultur lebten und gerade bei Turnieren ihre grössten Umsätze erzielten. Die Alltagskultur Basels wie anderer grösserer Städte des späten Mittelalters war von einer latenten Gewaltbereitschaft geprägt, die gerade an der Fasnacht immer wieder zum Ausbruch kam. Es wird vermutet, dass die Drahtzieher der gewaltsamen Auftritte von 1376 aus dem Umfeld des Bischofs oder der städtischen Autonomisten kamen.

## Folgen
Der städtische Rat erklärte «fremdes Volk und böse Buben» verantwortlich und liess zwölf angebliche Rädelsführer enthaupten. Der Herzog ergriff jedoch die Gelegenheit, die Bürgerschaft insgesamt zur Verantwortung zu ziehen und botmässig zu machen. Auf sein Drängen verhängte das Reich für den Landfriedensbruch die Acht über Basel, das so von der Aussenwelt abgeschnitten wurde. Das Abkommen vom 9. Juli 1376 in Hall in Tirol zwischen Stadt und Herzog legte den Streit bei, fiel aber höchst ungünstig für Basel aus. Es musste Leopold von nun an Dienstfolge wie andere habsburgische Städte leisten und einen Schadenersatz von 8000 Gulden zahlen. Mit der Macht Leopolds im Rücken dominierte die habsburgische Partei die Stadt.
Dem bürgerlichen Streben nach Eigenständigkeit war vorerst Einhalt geboten worden. Jedoch suchten die Habsburger in der Folge um ein gutes Einvernehmen mit Bischof und Bürgerschaft, so dass diese ihre Positionen wieder aufbauen konnten. Basler Adelige wie die Familien Münch und Bärenfels flochten währenddessen ein enges Beziehungsnetz mit den römisch-deutschen Herrschern aus dem Haus Luxemburg. Die Emanzipierung aus der Habsburger Vorherrschaft setzte 1384 mit dem Beitritt zum Schwäbischen Städtebund ein. Die Niederlage in der Schlacht bei Sempach am 9. Juli 1386 war eine Katastrophe für die Habsburger in Basel. Zahlreiche ihrer Anhänger aus Ritter- und Bürgerschaft wurden getötet, auch Leopold III. kam ums Leben. Die Stadt ergriff die Gelegenheit. Drei Wochen später erwarb sie die durch den Tod des Herzogs freigewordene Reichsvogtei. 1392 dann kaufte sie das bischöfliche Pfand Kleinbasel von den nun ihrerseits in Geldnot befindlichen Kindern Leopolds und vereinigte die beiden Städte. Ein offen formulierter Bündnisvertrag schaffte den Ausgleich mit den Habsburgern 1393. Die faktische Selbständigkeit der Stadt (die rechtliche Ablösung der Pfänder gelang erst im späten 15. Jahrhundert) erlaubte dieser nun eine eigene Territorialpolitik, die 1400 begann.